# Svojek
Svojek é uma comuna checa localizada na região de Liberec, distrito de Semily.